# Ellen Nordenstreng
Ellen Augusta Nordenstreng, född Lindhult 1 juli 1859 i Göteborg, död 31 oktober 1950, var en svensk lärare och författare.
Ellen Nordenstreng var dotter till konsistorienotarien Hans August Lindhult och Emma Tengberg samt systerdotter till Niklas Tengberg. 1903 gifte hon sig med rasteoretikern Rolf Nordenstreng. 
Hon var från 1886–1887 lärare vid Kjellbergska seminariet i Göteborg. År 1894 blev hon fil. kand. i Uppsala. Hon var sekreterare i Uppsala kvinnliga studentförening mellan 1892 och 1897. Hon skrev flera uppsatser i tidningar och tidskrifter om filosofiska, estetiska och hortikulturella ämnen. Hon var lärare i blomsterestetik vid Etisk-pedagogiska institutet i Uppsala från 1921 till 1935.
Hon avled 1950 och gravsattes den 8 november samma år i Tengbergs familjegrav på Örgryte gamla kyrkogård.